# Димитър Стефанов (ВМРО)
Вижте пояснителната страница за други личности с името Димитър Стефанов.
Димитър (Димчо) Стефанов Соколов с псевдоним Маминото е български революционер, терорист на Вътрешната македонска революционна организация.

## Биография
Роден е на 16 август 1899 година в пробищипското село Марчино. Остава сирак и е осиновен от щипско семейство. През 1922 година заминава за България, където влиза във ВМРО. Влиза в четата на Иван Бърльо, а по-късно осигурява безопасността на Тодор Александров. На 30 октомври 1923 убива Никола Генадиев, който му е посочен от запасния поручик Димитър Радев, като убийството не е разкрито от полицията, а по-късно влиза в обхвата на амнистия.
През есента на 1924 година ВМРО издава смъртна присъда срещу Петър Чаулев, преди това един от тримата членове на Централния комитет на организацията и инициатор на Майския манифест. На 5 ноември Димчо Стефанов пристига в Италия с цел да изпълни присъдата. През декември той открива Чаулев в Милано, като на няколко пъти се отказва да го нападне, за да не пострадат други хора. Около обяд на 23 декември 1924 година в кафене в центъра на града той го разстрелва с пистолет, след което прави опит да се самоубие, но патроните му са свършили и е заловен.
Както и при други атентати в чужбина, ВМРО използва процеса срещу Стефанов за пропагандиране на своята кауза. Защитата му е възложена на журналиста и член на италианския Сенат Винченцо Морело и депутата Иноченцо Кала. Тя се възползва от антикомунистическите и антиюгославски настроения в италианското общество, обвинявайки Чаулев в опит да подчини ВМРО на Коминтерна, а самият Стефанов не е имал възможност да не изпълни заповед на ВМРО. На 30 април 1925 година съдебните заседатели приемат, че Димитър Стефанов е действал в положение на необходимост, като той е осъден само на глоба за незаконно притежаване на оръжие и е освободен.
На 7 юли 1928 година, заедно с Нанчо Витларов и Димитър Джузданов, Димчо Стефанов убива Александър Протогеров и телохранителя му Атанас Гоцев. А също и началника на втори полицейски участък Карамфилович.
След 1938 година се включва в дейността на Македонския литературен кръжок. Живее в Кюстендил до 1941 година. След освобождението на по-голямата част от Вардардска Македония се връща там. Около 1950 година лежи в концлагера край Пробищип. Умира в Скопие през май 1977 година.